# Volta a Cataluña 1957
La Volta a Cataluña 1957 fue la 37ª edición de la Volta a Cataluña. Se disputó en 10 etapas del uno al ocho de septiembre de 1957 con un total de 1.296,8 km. El vencedor final fue el español Jesús Loroño.

## Recorrido
El recorrido de esta edición siguió el mismo patrón que la edición anterior, con una incursión de dos días en la Comunidad Valenciana, hasta Vall de Uxó, dende tuvo lugar la contrarreloj individual. Por primer avez se establecen diversas categorías entre los puertos de montaña, con tan solos una etapa montañosa con final en Granollers y la collada de Toses como principal dificultad de la carrera.

## Etapas
| Etapa | Fecha           | Ciudades de etapa                 | km    | Vencedor de la etapa | Líder de la general    |
| ----- | --------------- | --------------------------------- | ----- | -------------------- | ---------------------- |
| 1º    | 1 de septiembre | Montjuic - Montjuic (Barcelona)   | 46,4  | Miguel Poblet        | Miguel Poblet          |
| 2º    | 1 de septiembre | Barcelona - Reus                  | 121,0 | Roger Buchonnet      | Miguel Poblet          |
| 3º    | 2 de septiembre | Reus - Vinaroz                    | 160,0 | Willy Schroeders     | Aniceto Utset          |
| 4º    | 3 de septiembre | Vinaroz - Vall de Uxó             | 115,0 | Jos Hoevenaers       | Jos Hoevenaers         |
| 5º    | 3 de septiembre | Vall de Uxó - Vall de Uxó (CRI)   | 34,0  | Jesús Loroño         | Federico M. Bahamontes |
| 6º    | 4 de septiembre | Vall de Uxó - Tortosa             | 149,0 | Hilaire Couvreur     | Federico M. Bahamontes |
| 7º    | 5 de septiembre | Tortosa - Lérida                  | 186,0 | Gabriel Company      | Federico M. Bahamontes |
| 8º    | 6 de septiembre | Lérida - Puigcerdá                | 186,0 | Salvador Botella     | Jesús Loroño           |
| 9º    | 7 de septiembre | Puigcerdá - Granollers            | 169,0 | Santiago Mostajo     | Jesús Loroño           |
| 10º   | 8 de septiembre | Granollers - Montjuic (Barcelona) | 127,8 | Miguel Poblet        | Jesús Loroño           |

### 1ª etapa[2]
01-09-1957: Barcelona - Barcelona. 48,4 km
|   | Ciclista         | Equipo              | Tiempo     |
| - | ---------------- | ------------------- | ---------- |
| 1 | Miguel Poblet    | CC Granollers-Faema | 1h 08' 41" |
| 2 | Aniceto Utset    | AD Mobylette        | m. t.      |
| 3 | Santiago Mostajo | CC Granollers-Faema | m. t.      |

|   | Ciclista         | Equip               | Temps      |
| - | ---------------- | ------------------- | ---------- |
| 1 | Miguel Poblet    | CC Granollers-Faema | 1h 08' 41" |
| 2 | Aniceto Utset    | AD Mobylette        | m. t.      |
| 3 | Santiago Mostajo | CC Granollers-Faema | m. t.      |

### 2ª etapa
01-09-1957: Barcelona - Reus. 121,0 km
|   | Ciclista         | Equipo  | Tiempo     |
| - | ---------------- | ------- | ---------- |
| 1 | Roger Buchonnet  |         | 3h 02' 50" |
| 2 | Edgard Sorgeloos |         | + 07"      |
| 3 | Alfredo Esmatges | Polkafé | m. t.      |

|   | Ciclista      | Equipo              | Tiempo     |
| - | ------------- | ------------------- | ---------- |
| 1 | Miguel Poblet | CC Granollers-Faema | 4h 11' 40" |
| 2 | Aniceto Utset | AD Mobylette        | m.t        |
| 3 | Wout Wagtmans |                     | m. t.      |

### 3ª etapa
02-09-1957: Reus - Vinaroz. 160,0 km
|   | Corredor          | Equipo   | Tiempo     |
| - | ----------------- | -------- | ---------- |
| 1 | Willy Schroeders  |          | 4h 23' 45" |
| 2 | Salvador Botella  | GD Faema | m. t.      |
| 3 | Pablo Coscolluela |          | + 03"      |

|   | Ciclista      | Equipo       | Tiempo     |
| - | ------------- | ------------ | ---------- |
| 1 | Aniceto Utset | AD Mobylette | 8h 35' 28" |
| 2 | Wout Wagtmans |              | m. t.      |
| 3 | Juan Campillo | AD Mobylette | + 11"      |

### 4ª etapa[3]
03-09-1957: Vinaroz - Vall de Uxó. 115,0 km
|   | Corredor       | Equipo | Tiempo     |
| - | -------------- | ------ | ---------- |
| 1 | Jos Hoevenaers |        | 3h 15' 28" |
| 2 | Mies Stolker   |        | m. t.      |
| 3 | Gabriel Mas    |        | + 01' 23"  |

|   | Ciclista               | Equipo       | Tiempo      |
| - | ---------------------- | ------------ | ----------- |
| 1 | Jos Hoevenaers         |              | 11h 51' 57" |
| 2 | Federico M. Bahamontes | AD Mobylette | + 01' 20"   |
| 3 | Gabriel Mas            |              | + 01' 33"   |

### 5ª etapa
03-09-1957: Vall de Uxó - Vall de Uxó. 40,0 km (CRI)
|   | Corredor               | Equipo       | Tiempo     |
| - | ---------------------- | ------------ | ---------- |
| 1 | Jesús Loroño           |              | 1h 01' 55" |
| 2 | Federico M. Bahamontes | AD Mobylette | + 15"      |
| 3 | Francisco Masip        | AD Mobylette | + 31"      |

|   | Ciclista               | Equipo       | Tiempo      |
| - | ---------------------- | ------------ | ----------- |
| 1 | Federico M. Bahamontes | AD Mobylette | 12h 55' 27" |
| 2 | Jesús Loroño           |              | + 30"       |
| 3 | Francisco Masip        | AD Mobylette | + 01' 01"   |

### 6ª etapa[4]
04-09-1957: Vall de Uxó - Tortosa. 149,0 km
|   | Ciclista          | Equipo | Tiempo     |
| - | ----------------- | ------ | ---------- |
| 1 | Hilaire Couvreur  |        | 4h 01' 30" |
| 2 | Mies Stolker      |        | + 33"      |
| 3 | Leo van der Pluym |        | + 01' 08"  |

|   | Ciclista               | Equipo       | Tiempo      |
| - | ---------------------- | ------------ | ----------- |
| 1 | Federico M. Bahamontes | AD Mobylette | 16h 58' 31" |
| 2 | Jesús Loroño           |              | + 30"       |
| 3 | Francisco Masip        | AD Mobylette | + 01' 01"   |

### 7ª etapa[5]
05-09-1957: Tortosa - Lérida. 186,0 km
|   | Ciclista        | Equipo              | Tiempo     |
| - | --------------- | ------------------- | ---------- |
| 1 | Gabriel Company | Faema               | 4h 52' 16" |
| 2 | Miguel Poblet   | CC Granollers-Faema | + 01' 19"  |
| 3 | Vicente Iturat  | GD Faema            | m. t.      |

|   | Ciclista               | Equipo       | Tiempo      |
| - | ---------------------- | ------------ | ----------- |
| 1 | Federico M. Bahamontes | AD Mobylette | 21h 52' 06" |
| 2 | Jesús Loroño           |              | + 30"       |
| 3 | Francisco Masip        | AD Mobylette | + 01' 01"   |

### 8ª etapa[6]
06-09-1957: Lérida - Puigcerdá. 186,0 km
|   | Corredor               | Equipo       | Tiempo     |
| - | ---------------------- | ------------ | ---------- |
| 1 | Salvador Botella       | GD Faema     | 5h 10' 15" |
| 2 | René Marigil           | AD Mobylette | m. t.      |
| 3 | Antonio Jiménez Quiles | Gamma        | + 02"      |

|   | Ciclista         | Equipo               | Tiempo      |
| - | ---------------- | -------------------- | ----------- |
| 1 | Jesús Loroño     |                      | 27h 02' 53" |
| 2 | Luis Otaño       | R.U. de Irún-Palmera | + 01' 25"   |
| 3 | Salvador Botella | GD Faema             | + 01' 43"   |

### 9ª etapa[7]
07-09-1957: Puigcerdá - Granollers. 169,0 km
|   | Ciclista         | Equipo              | Tiempo     |
| - | ---------------- | ------------------- | ---------- |
| 1 | Santiago Mostajo | CC Granollers-Faema | 4h 43' 27" |
| 2 | Miguel Poblet    | CC Granollers-Faema | + 42"      |
| 3 | Alfredo Esmatges | Polkafé             | m. t.      |

|   | Ciclista         | Equipo       | Tiempo      |
| - | ---------------- | ------------ | ----------- |
| 1 | Jesús Loroño     |              | 31h 47' 51" |
| 2 | Salvador Botella | GD Faema     | + 01' 41"   |
| 3 | René Marigil     | AD Mobylette | + 02' 33"   |

### 10.ª etapa[8]
08-09-1957: Granollers - Barcelona. 122,0 km
|   | Ciclista      | Equipo              | Tiempo     |
| - | ------------- | ------------------- | ---------- |
| 1 | Miguel Poblet | CC Granollers-Faema | 3h 06' 48" |
| 2 | Gabriel Mas   |                     | m. t.      |
| 3 | Aniceto Utset | AD Mobylette        | m. t.      |

|   | Ciclista         | Equipo       | Tiempo      |
| - | ---------------- | ------------ | ----------- |
| 1 | Jesús Loroño     |              | 34h 56' 49" |
| 2 | Salvador Botella | GD Faema     | + 01' 41"   |
| 3 | René Marigil     | AD Mobylette | + 02' 33"   |

## Clasificación General
|    | Ciclista               | Equipo               | Tiempo      |
| -- | ---------------------- | -------------------- | ----------- |
|    | Jesús Loroño           |                      | 34h 56' 49" |
| 2  | Salvador Botella       | GD Faema             | + 1' 41"    |
| 3  | René Marigil           | AD Mobylette         | + 2' 33"    |
| 4  | Luis Otaño             | R.U. de Irún-Palmera | + 3' 00"    |
| 5  | Antonio Jiménez Quiles | Gamma                | + 4' 29"    |
| 6  | Miguel Pacheco         | GD Faema             | + 5' 42"    |
| 7  | Bernardo Ruiz          | CC Granollers-Faema  | + 7' 52"    |
| 8  | Mies Stolker           |                      | + 9' 47"    |
| 9  | Gabriel Mas            |                      | + 13' 04"   |
| 10 | Federico M. Bahamontes | AD Mobylette         | + 14' 35"   |

## Clasificaciones secundarias
|   | Ciclista               | Equipo       | Puntos |
| - | ---------------------- | ------------ | ------ |
| 1 | Alfredo Esmatges       | Polkafé      | 22     |
| 2 | Salvador Botella       | GD Faema     | 16     |
| 3 | Federico M. Bahamontes | AD Mobylette | 14     |

|   | Ciclista         | Equipo              | Puntos |
| - | ---------------- | ------------------- | ------ |
| 1 | Alfredo Esmatges | Polkafé             | 18     |
| 2 | Vicente Iturat   | GD Faema            | 12     |
| 3 | Miguel Poblet    | CC Granollers-Faema | 6      |